# Servette Genewa (hokej na lodzie)
Servette Genewa – szwajcarski klub hokeja na lodzie z siedzibą w Genewie.

## Sukcesy
- Srebrny medal mistrzostw Szwajcarii: 1917, 1966, 1967, 1968, 1969, 1971, 2008, 2010, 2021
- Brązowy medal mistrzostw Szwajcarii: 1972
- Srebrny medal międzynarodowych mistrzostw Szwajcarii: 1917, 1920
- Puchar Szwajcarii: 1959, 1972
- Finał Pucharu Szwajcarii: 2017
- Puchar Spenglera: 2013, 2014